# Блестящие дни нашей жизни
«Блестящие дни нашей жизни» (яп. わが生涯の輝ける日 вага сёгай-но кагаякэру хи) — японский чёрно-белый фильм, снятый в жанре криминальной драмы с элементами нуара и мелодрамы в 1948 году режиссёром Кодзабуро Ёсимурой. На экране показана жизнь и любовь в развращённом послевоенном Токио, когда молодая пара борется против мафии. Первый фильм в истории японской кинематографии, в котором на экране показан настоящий поцелуй. Подчиняющаяся новым оккупационным властям, цензура вырезала некоторые кадры. Причина заключалась в том, что фильм, по сути бандитский триллер о валютных спекулянтах на чёрном рынке, как показалось цензорам, намекал на то, что Япония превращается в «долларовую колонию» США.

## Сюжет
Кэйта Нумадзаки, в прошлом молодой офицер, становится подручным у босса Сагавы, обделывающего свои тёмные дела под прикрытием культурного учреждения. Сэцуко Тода служит танцовщицей в дансинге, принадлежащем Сагаве. Её отец, советник императора, погиб от руки Нумадзаки накануне капитуляции Японии. После войны она всё более скатывалась вниз, но всегда в её сердце горело страстное желание отомстить убийце отца. Она не знает, что Нумадзаки и есть убийца её отца, и в ней просыпается чувство любви к этому человеку, живущему в одном мире с нею. По просьбе Сэцуко, Сагава нанимает себе в телохранители её родственника Хирабаяси. С другой стороны, журналист Такакура, решив разоблачить злодеяния Сагавы, проникает в его логово и обнаруживает там Хирабаяси — в прошлом жестокого прокурора, отправившего его как политического преступника в тюрьму. Хитрый старик, Сагава сталкивает между собой на дуэли Хирабаяси и Такакуру. Нумадзаки по его настоянию становится секундантом Хирабаяси. Тем самым Сагава надеется обеспечить себе безопасность. Хирабаяси погибает от руки Такакуры. Но до этого он успевает рассказать Нумадзаки о всех злодеяниях Сагавы. Нумадзаки убивает Сагаву. Узнав обо всём, к нему приходит Сэцуко. В её сопровождении Нумадзаки отправляется в полицию с повинной.

## В ролях
- Масаюки Мори — Кэйта Нумадзаки
- Ёсико Ямагути — Сэцуко Тода
- Осаму Такидзава — Коскэ Сагава
- Дзюкити Уно — Ёсио Такакура
- Масао Симидзу — Тацудзо Хирабаяси
- Масао Иноуэ — Мицумаса Тода
- Ёси Като — Ясудзиро Морияма

## Премьеры
- — национальная премьера фильма состоялась 26 сентября 1948 года[3].
- — 5 октября 2005 года фильм был показан в рамках Нью-Йоркского кинофестиваля[3].

## Награды и номинации
- Кинопремия «Майнити»
- 3-я церемония вручения премии (1949)[4]

Выиграны:
- Премия лучшему актёру второго плана — Дзюкити Уно (ex aequo «Нарушенный завет»).
- Премия за лучшую работу художника-постановщика — Тацуо Хамада (ex aequo «Курица на ветру»).
- Премия за лучшую работу звукооператора — Сабуро Омура.

- Премия журнала «Кинэма Дзюмпо» (1949)

- Фильм выдвигался на премию «Кинэма Дзюмпо» в номинации за лучший фильм 1948 года, по результатам голосования занял 5-е место.